# Lorraine (Quebec)
Lorraine es una ciudad de la provincia de Quebec, Canadá. Es una de las ciudades que conforman la Comunidad metropolitana de Montreal y se encuentra en el Municipio regional de condado de Thérèse-De Blainville y a su vez, en la región administrativa de Laurentides. Hace parte de las circunscripciones electorales de Blainville a nivel provincial y de Marc-Aurèle-Fortin a nivel federal.

## Geografía
Lorraine se encuentra ubicada en las coordenadas 45°39′00″N 73°46′00″O / 45.65000, -73.76667. Según Statistique Canada, tiene una superficie total de 6,04 km² y es una de las 1135 municipalidades en las que está dividido administrativamente el territorio de la provincia de Quebec.

## Demografía
Según el censo de Canadá de 2011, había 9479 personas residiendo en esta ciudad con una densidad de población de 1570 hab./km². Los datos del censo mostraron que de las 9613 personas censadas en 2006, en 2011 hubo una disminución poblacional de 134 habitantes (-1,4%). El número total de inmuebles particulares resultó de 3294 con una densidad de 540,89 inmuebles por km². El número total de viviendas particulares que se encontraban ocupadas por residentes habituales fue de 3263.

## Administración
La ciudad de Lorena forma parte de los siguientes límites regionales:
- Región administrativa: Laurentides;
- MRC: Thérèse-De Blainville;
- Distrito electoral provincial: Blainville;
- Distrito electoral federal: Marc-Aurèle-Fortin.[7]